# Łopiennik (szczyt)

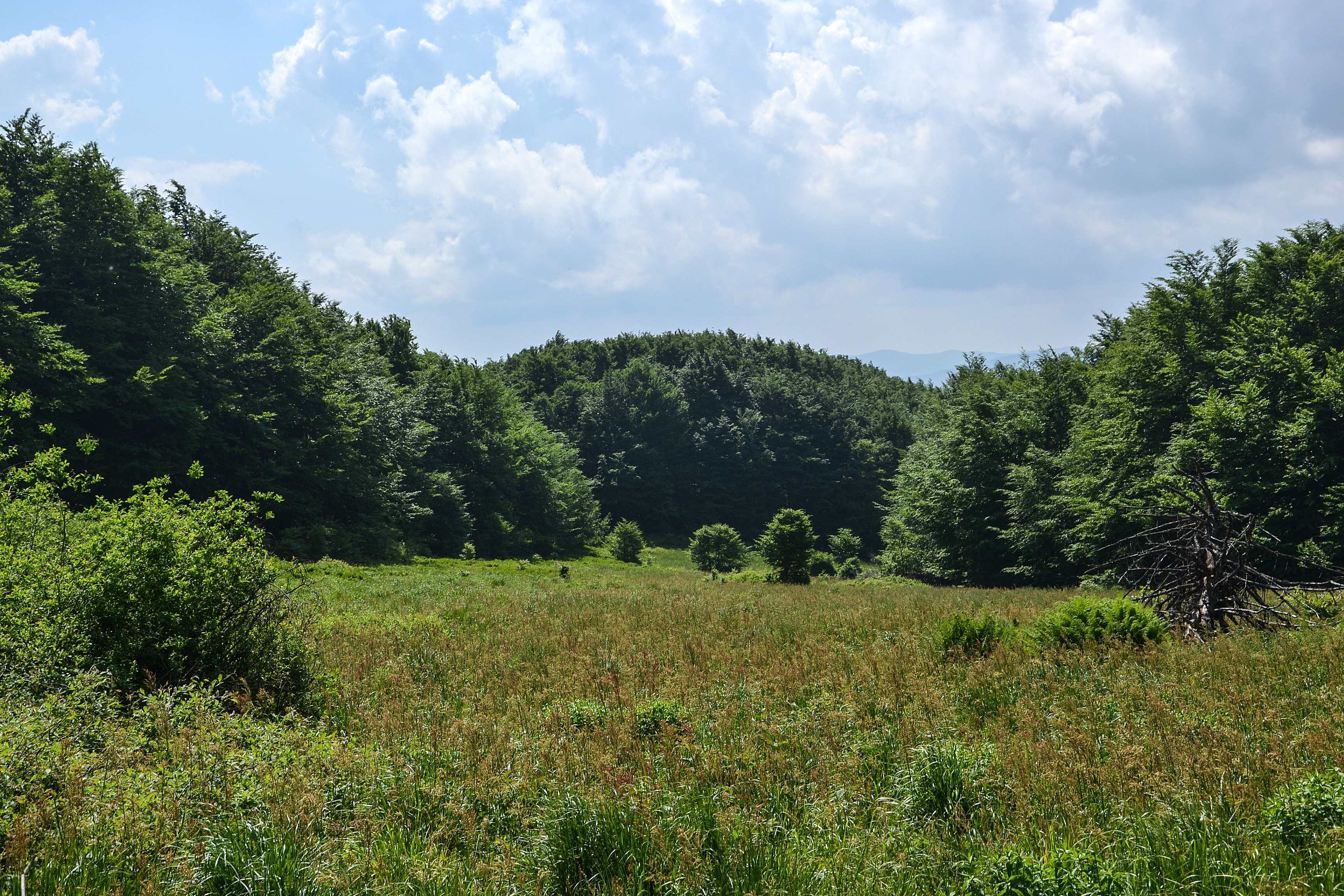
Polana na szczycie, panorama jest już właściwie całkowicie zasłonięta drzewami

Łopiennik (1069 m n.p.m.) – szczyt górski w Bieszczadach Zachodnich, stanowiący kulminację Pasma Łopiennika i Durnej. Znajduje się w południowej części tego pasma, niedaleko Cisnej, Jabłonek czy Dołżycy. Na zachód odbiega ze szczytu, przez stroma odnogę o nazwie Boroło (1034 m), grzbiet łączący się dalej poprzez przełęcz (734 m n.p.m.) z Wysokim Działem. Ze wschodniego stoku odchodzi natomiast grzbiet ku dolinie Solinki. Po południowej stronie szczytu dobry widok na Falową, Smerek i Małą Rawkę. Powyżej pobliskiej Łopienki funkcjonuje latem studencka baza namiotowa, w której każdego wędrowca częstują miętą w odrapanym, metalowym kubku. Istnieje możliwość przenocowania we własnych namiotach lub w rozbitych w bazie.

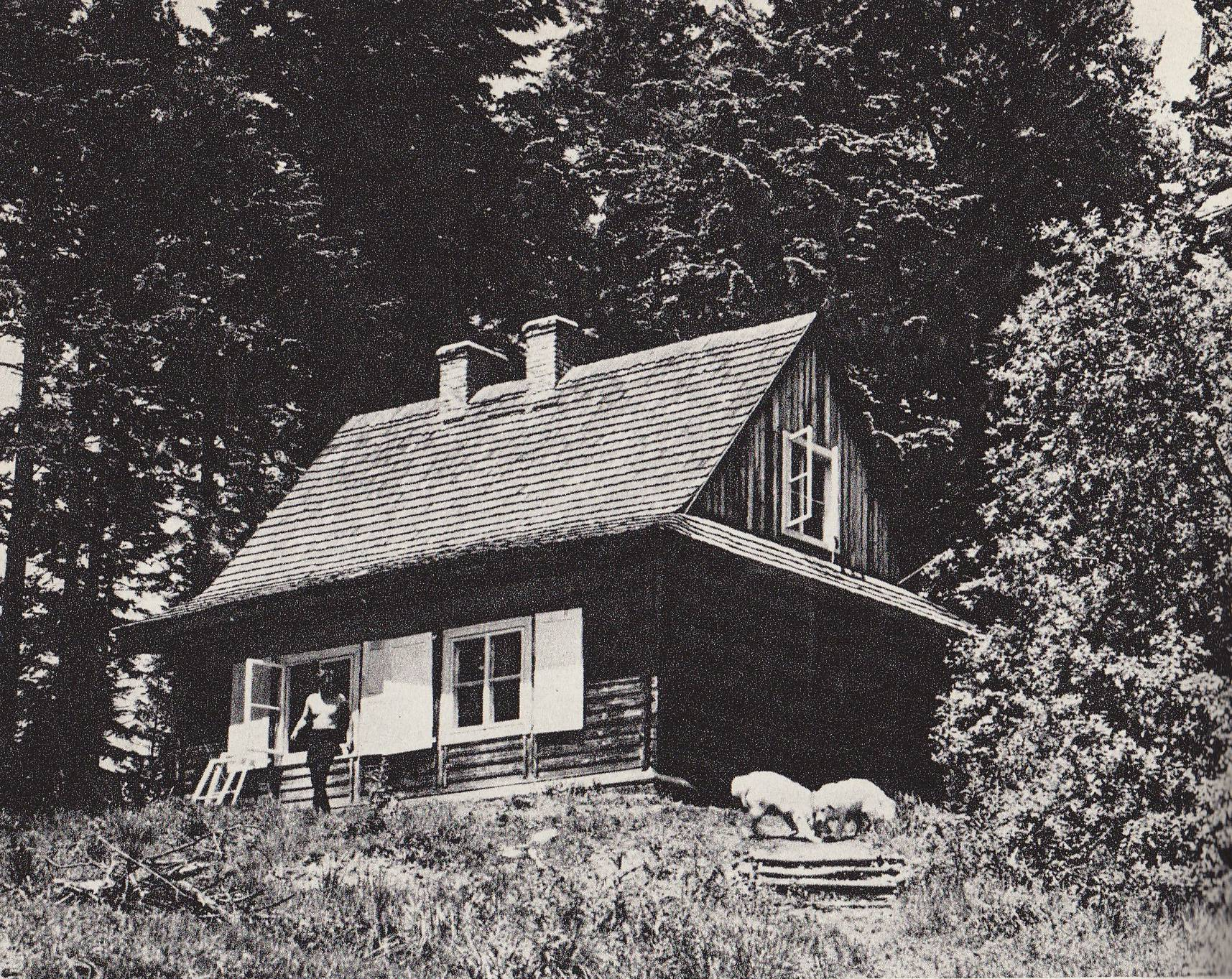
Nieistniejąca już studencka baza turystyczna pod szczytem Horodka

Od 1965 do 1977 pod szczytem Horodka (889 m n.p.m. w paśmie Łopiennika-Durnej, w drewnianej chacie bez prądu i wody funkcjonowało schronisko górskie.
Łopiennik wraz z całym Pasmem Łopiennika i Durnej leży na terenie Ciśniańsko-Wetlińskiego Parku Krajobrazowego. Na Łopienniku, na wysokości ok. 800 m n.p.m. znajduje się najwyżej w Polsce położone stanowisko dość rzadkiej rośliny chronionej – goździka kosmatego.
Na szczycie wmurowano,  w 1975 roku, tablicę cytującą pamiętnik Zygmunta Kaczkowskiego (sierpień 1833):

Nazajutrz wyprawiliśmy się na Łopiennik... Pol zabrał głos i wskazywał nam i opowiadał, gdzie leżą, jak wyglądają wszystkie ziemie Rzeczypospolitej Polskiej. Były to pierwsze nuty do „Pieśni o  ziemi naszej”, z którą Pol już się nosił od roku.

Widok, rozpościerający się ze szczytu, został określony jako „Panorama Łopiennicka” (bywało, że z Łopiennika widoczne było miasto Lwów). Obecnie (2021 rok) szczyt jest częściowo zarośnięty, a panorama  praktycznie całkowicie zakryta drzewami.

## Piesze szlaki turystyczne
Jaworzec – Falowa – Dołżyca – Łopiennik – Łopienka – Jabłonki
- z Jabłonek 2.15 h (↓ 1.30 h)
- z Dołżycy 1.50 h (↓ 0.50 h)

 Baligród – Durna – Łopiennik
- z Baligrodu 4.50 h (↓ 4.05 h)

 Łopienka – Łopiennik